# Договор между Украинской державой и РСФСР
Договор между Украинской Державой и Российской Социалистической Федеративной Советской Республикой, официально называемый договором об условиях на время ведения мировых переговоров (укр. Прелімінарний українсько-радянський мирний договір 1918 року), — прелиминарный мирный договор, подписанный 12 июня
1918 года в городе Киеве представителями РСФСР и Украинской державы. Этот договор стал значительным шагом в налаживании украинско-российских отношений на новом межгосударственном уровне. По его условиям боевые операции на всем фронте должны быть приостановлены на все время ведения мирных переговоров.
Договор определял условия репатриации граждан обоих государств, восстановления железнодорожного сообщения и возвращение Украине подвижного железнодорожного состава, перегнанного в Россию, налаживание почтово-телеграфной связи, установление временного товарообмена и тому подобное. В обоих государствах должны были открыться консульские представительства.

## Переговоры

### 30 марта — 29 апреля 1918
З0 марта 1918 года правительство УНР — Совет Народных Министров — прислал Совнаркома РСФСР телеграмму с предложением прекратить состояние войны, заключить договор, который урегулировал бы вопрос о границах и правовые отношения. Контакты между правительствами обоих государств по этому поводу проводились как непосредственно, так и через посредство немецких представителей. Но, пока соглашался выбор места проведения мирной конференции, в Украине произошёл гетманский переворот. Украинскую Народную Республику заменила Украинская Держава во главе с гетманом П. Скоропадским, который установил твердую центральную власть, находившуюся под протекторатом Германской империи. Республиканские формы государственного правления во времена Центральной Рады было заменено диктаторским полновластием гетмана.

### 29 апреля — 12 июля 1918
11 мая во время встречи российских представителей с гетманом и временным премьер-министром Николаем Василенко, которые прибыли в Киев по приглашению украинской стороны, местом переговоров было окончательно определено столицу Украины.
В рамках подготовки к предстоящей конференции Совет Министров Украинской Державы на заседаниях 18,22,29 мая рассмотрела ряд важных вопросов ее организации. Украинскую делегацию был назначен в следующем составе: председатель делегации — С. Шелухин, заместитель председателя — И. Кистяковский (с 10 августа заместителем главы делегации стал П. Стебницкий), члены делегации — А. Сливинский, А. Эйхельман, X. Барановский, А. Свицын и П. Линниченко.
Делегации было поручено прежде всего заключить перемирие в условиях отвода советских войск за пределы Украины. Подчеркивая важность мирных переговоров, Украинское правительство потребовало от министра иностранных дел полных и своевременных сведений об их ходе, а также счел необходимым широкое освещение переговоров в прессе. Тогда же Совет Министров открыла кредит главе украинской делегации на 100 тыс. карб. Украинский правительство санкционировало и дальнейшее финансирование мирных переговоров, ассигновав 17 июля 50 тыс. Руб., А 20 сентября — еще столько же.
Мирная конференция началась 23 мая и проходила в здании Педагогического музея, где раньше заседала Центральная Рада. Переговоры велись в форме пленарных заседаний обеих делегаций, на которых решались все важные вопросы, заключались соглашения и тому подобное. Кроме того, в ходе работы конференции, в зависимости от вопросов, которые рассматривались — политических, Финансовый культурных взаимоотношений — работали соответствующие комиссии. Они также готовили и обрабатывали материалы к пленарным заседаниям.

## Подписание договора
12 июня после проведенной комиссиями работы и детального обсуждения и согласования по пунктам условий перемирия на закрытом пленарном заседании конференции было заключено прелиминарный мирный договор.

## Нарушения договора
После антигетманского восстания и прихода к власти Директории УНР большевистские войска зашли в нейтральную зону, а оттуда — на территорию УНР без объявления войны, таким образом нарушив договор. Верховная власть РСФСР заявила об отмене договора с УНР и Брестского мира. 16 января УНР объявила войну РСФСР.

## Участники переговоров

### С украинской стороны в переговорах участвовали
- председатель делегации — С. Шелухин, заместитель председателя — И. Кистяковский (с 10 августа заместителем главы делегации стал П. Стебницкий), члены делегации — А. Сливинский, А. Эйхельман, X. Барановский, А. Свицын и П. Линниченко.[4]

### С российской стороны в переговорах участвовали
- X. Раковский (Глава делегации), Д. Мануильский и ряд экспертов А. Ждан-Пушкин, А. Шабуневич, Н. Вейс, М. Зубков, А. Немировский, С. Одинцов, К. Загорский, И. Тихоцкий, А. Борман, С. Холодовский, В. Березкин, П. Инбер, И. Сытин, В. Гориневський, Е. Татаринов и др[4]